# Ivo de Magalhães
Ivo de Magalhães (Rio de Janeiro, 19 de maio de 1925) foi um engenheiro e político brasileiro.
Filho do comerciante Joaquim de Magalhães e de Rosa Londres de Magalhães, ambos portugueses.
A convite do presidente João Goulart assumiu em 22 de agosto de 1962 o governo do Distrito Federal. Com a deposição de João Goulart em 31 de março de 1964 foi substituído no cargo por Luís Carlos Vítor Pujol. No mesmo ano exilou-se no Uruguai.